# Sophta omopisoides
Sophta omopisoides là một loài bướm đêm trong họ Noctuidae.